# 밤비상

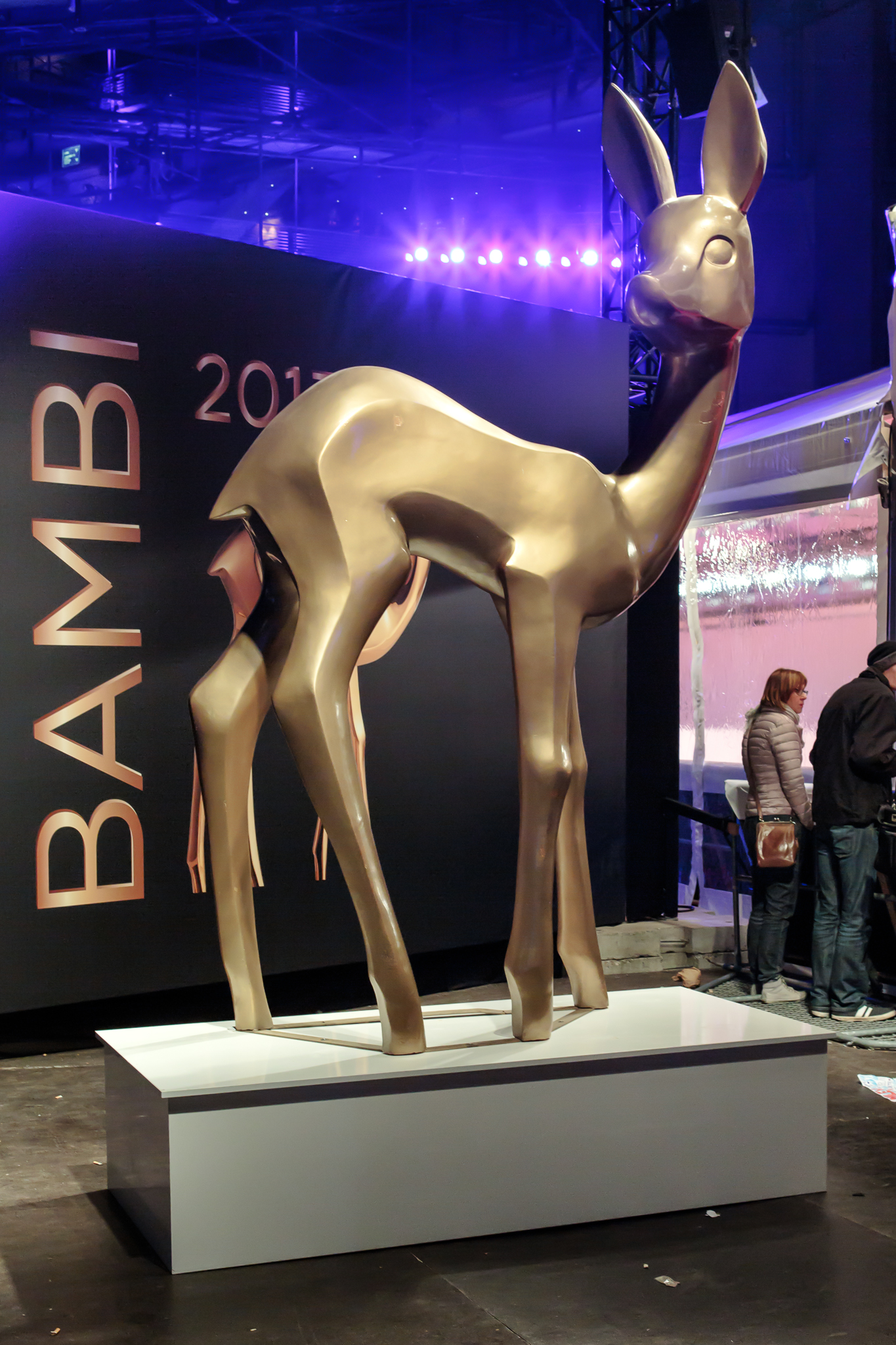
2013년 베를린에서 아기 사슴상의 모습

밤비상(Bambi Award)은 독일 언론사 후베르트 부르다 미디어에서 수여하는 상이다. 당해 독일 대중들에게 큰 영향을 준 독일 및 세계 미디어, 텔레비전 작품과 인물에게 상을 수여한다. 1948년 설립됐으며 독일에서 가장 오래된 미디어 상이다. 상의 이름은 소설가 펠릭스 잘텐의 책 《밤비》(Bambi, a Life in the Woods)에서 따 왔다.